# Leckford
Leckford is een civil parish in het bestuurlijke gebied Test Valley, in het Engelse graafschap Hampshire met 133 inwoners.